# Episodi di Soko 5113 (trentanovesima stagione)
La trentanovesima stagione della serie televisiva Soko 5113 è stata trasmessa in anteprima in Germania dalla ZDF tra il 30 settembre 2013 e il 31 marzo 2014.
| nº | Titolo originale         | Titolo italiano | Prima TV Germania | Prima TV Italia |
| -- | ------------------------ | --------------- | ----------------- | --------------- |
| 1  | Der Prozess              |                 | 30 settembre 2013 |                 |
| 2  | Brautraub                |                 | 7 ottobre 2013    |                 |
| 3  | Der Engel von Schwabing  |                 | 14 ottobre 2013   |                 |
| 4  | Ein Leben in Würde       |                 | 21 ottobre 2013   |                 |
| 5  | Der Schrat               |                 | 28 ottobre 2013   |                 |
| 6  | Bäckersterben            |                 | 4 novembre 2013   |                 |
| 7  | Der Aufreisser           |                 | 11 novembre 2013  |                 |
| 8  | Ausgespäht               |                 | 18 novembre 2013  |                 |
| 9  | Der Schwimmer            |                 | 25 novembre 2013  |                 |
| 10 | Alte Kameraden           |                 | 2 dicembre 2013   |                 |
| 11 | Es bleibt in der Familie |                 | 9 dicembre 2013   |                 |
| 12 | Wasserratten             |                 | 16 dicembre 2013  |                 |
| 13 | Entfaltet                |                 | 23 dicembre 2013  |                 |
| 14 | Zurück ins Leben         |                 | 30 dicembre 2013  |                 |
| 15 | Blitz und Donner         |                 | 13 gennaio 2014   |                 |
| 16 | Das Projekt              |                 | 20 gennaio 2014   |                 |
| 17 | Holzhackerbuam           |                 | 27 gennaio 2014   |                 |
| 18 | Ein Spiel zu viel        |                 | 3 febbraio 2014   |                 |
| 19 | Seelenfresser            |                 | 17 febbraio 2014  |                 |
| 20 | Alles wird gut           |                 | 24 febbraio 2014  |                 |
| 21 | Der Tote im Park         |                 | 3 marzo 2014      |                 |
| 22 | Ein schönes Mädchen      |                 | 10 marzo 2014     |                 |
| 23 | Flammende Herzen         |                 | 17 marzo 2014     |                 |
| 24 | Scheiß Schiri            |                 | 24 marzo 2014     |                 |
| 25 | Der Golfsack             |                 | 31 marzo 2014     |                 |